# Himalayamonal
Himalayamonal (Lophophorus impejanus) är en fågel inom familjen fasanfåglar. Den lever i Himalaya och är Nepals nationalfågel där den kallas för "Danfe".

## Utseende
Hos hanen är huvudet och strupen metallgrön, överhalsen och nacken purpur- eller karminröda, med rubinglans, underhalsen och ryggen bronsgröna, guldglänsande, vingtäckarna och övergumpen violett eller blåaktigt gröna, undre kroppsdelarna svarta, med bröstet i mitten skimrande i grönt och purpur. Vingpennorna är svarta och stjärten kanelröd. Honan har däremot vit strupe, blekt gulgrön fjäderdräkt med mörkbruna fläckar, vågor och band. Armpennorna och stjärten är svarta, med brungula band. Hanen är 65 cm lång och honan märkbart mindre.

## Läten
Från himalayamonalen hörs en högljudd, spovlik vissling, i engelsk litteratur återgiven som "whhee uu".

## Utbredning
Arten lever i Himalayas skogar 2 000 till 5 000 meter över havet och återfinns i Afghanistan, Pakistan, Indien, Nepal, Bhutan, Tibet och allra nordligaste Myanmar. Den är mestadels en stannfågel men vissa populationer genomför årliga höjdförflyttningar. Arten finns i åtskilliga europeiska zoologiska trädgårdar.

## Systematik
Himalayamonalen är en av tre arter i släktet monaler (Lophophorus) och den delas vanligtvis inte upp i några underarter. Dock har studier av populationen i nordvästra Indien visat att den populationen saknar de vita på stjärten och att de är mycket grönare på bröstet vilket indikerar att de kanske kan röra sig om en andra underart.

## Levnadssätt
Himalayamonalen hittas i gräsrika eller steniga sluttningar vid eller ovan trädgränsen. Vintertid rör den sig till lägre regioner, ner i öppen skog, men även till jordbruksbygd, framför allt vid potatisodlingar. Den födosöker på marken, vanligen i smågrupper, på jakt efter rötter, skott, frön, bär och ryggradslösa djur. Jämfört med andra hönsfåglar i området är den förhållandevis lätt att komma nära.

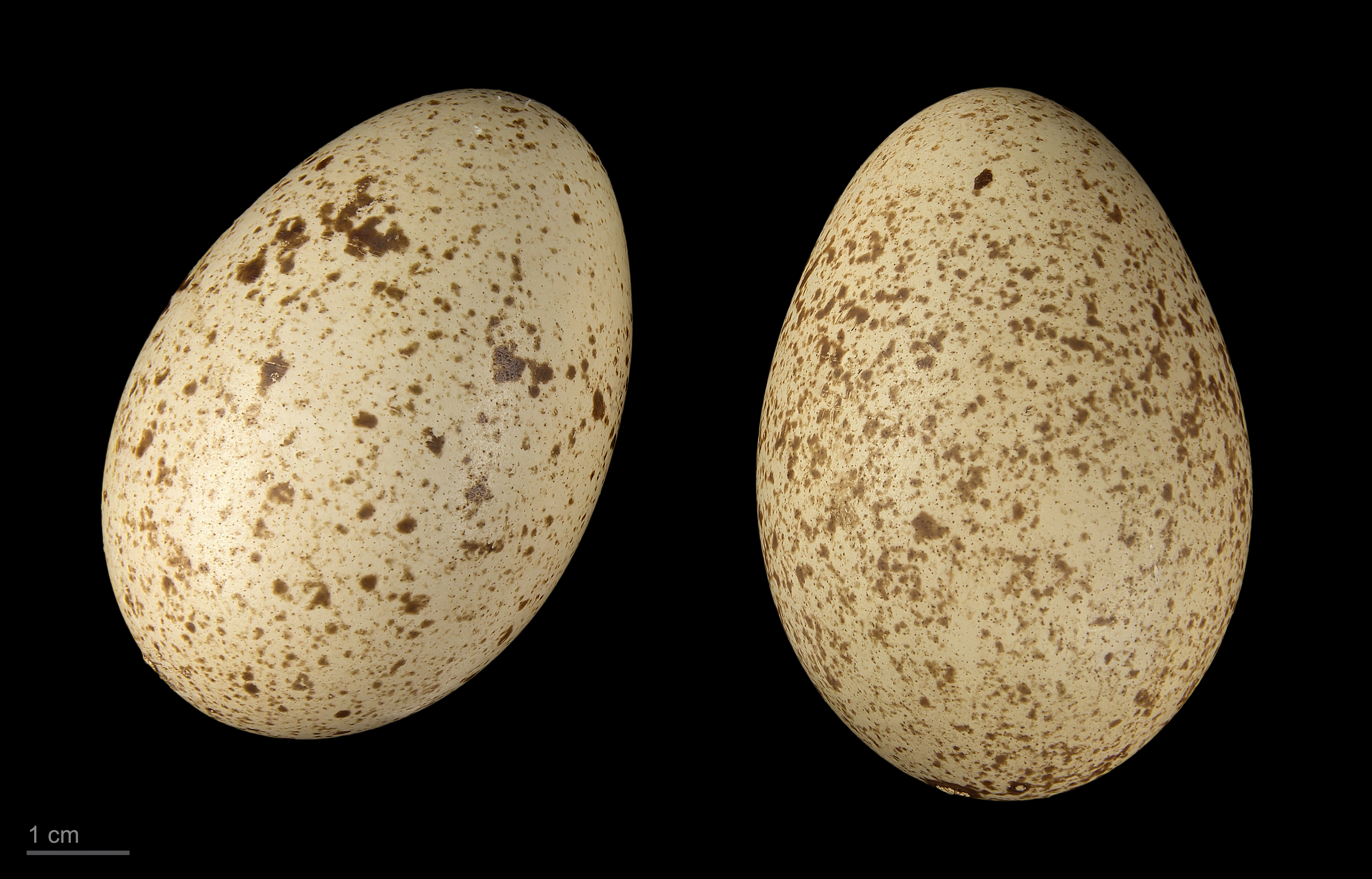
Ägg från himalayamonalen.

## Status och hot
I sitt utbredningsområde är den ganska allmän. Populationstrenden är dock negativ men trots det bedöms den inte som hotad utan IUCN kategoriserar den som livskraftig (LC).

## Namn
Äldre namn är bland andra himalayapraktfasan och himalayaglansfasan.

## I kulturen
Himalayamonalen är Nepals nationalfågel.